# Israels herrlandslag i basket
Israels basketlandslag representerar Israel i basketboll på herrsidan. Laget gick med i FIBA 1939 och har sedan dess deltagit i 26 av 37 EM-slutspel (1953-2011), och vann en silvermedalj vid EM-turneringen 1979, två VM-slutspel (1954 och 1986) samt en OS-turnering (1952). Israel ligger på 27:e plats på FIBA:s världsranking efter 2010 års världsmästerskap.

## Mästerskapsresultat

### OS-turneringar
- 1952: 17:e

### Världsmästerskap
- 1954: 8:a
- 1986: 7:a

### Europamästerskap
| - 1953: 5:a - 1959: 11:a - 1961: 11:a - 1963: 9:a - 1965: 6:a - 1967: 8:a - 1969: 11.a - 1971: 11:a - 1973: 7:a - 1975: 7:a | - 1977: 5:a - 1979: Silver - 1981: 6:a - 1983: 6:a - 1985: 9:a - 1987: 11:a - 1993: 15:e - 1995: 9:a - 1997: 9:a - 1999: 9:a | - 2001: 10:a - 2003: 7:a - 2005: 9:a - 2007: 11:a - 2009: 15:e - 2011: 13:e - 2013: 21:a - 2015: 9:a |